# Cantón de Contres
El cantón de Contes era una división administrativa francesa, que estaba situada en el departamento de Loir y Cher y la región de Centro-Valle de Loira.

## Composición
El cantón estaba formado por diecisiete comunas:
- Candé-sur-Beuvron
- Cheverny
- Chitenay
- Contres
- Cormeray
- Cour-Cheverny
- Feings
- Fougères-sur-Bièvre
- Fresnes
- Les Montils
- Monthou-sur-Bièvre
- Oisly
- Ouchamps
- Sambin
- Sassay
- Seur
- Valaire

## Supresión del cantón de Contes
En aplicación del Decreto n.º 2014-213 de 21 de febrero de 2014, el cantón de Contes fue suprimido el 22 de marzo de 2015 y sus 17 comunas pasaron a formar parte; nueve del nuevo cantón de Blois-3, cuatro del nuevo cantón de Montrichard y cuatro del nuevo cantón de Vineuil.